# Mário Balbúrdia
Mário César Azevedo Alves Balbúrdia (Luanda, 14 luglio 1997) è un calciatore angolano, centrocampista del Boluspor e della nazionale angolana.

## Statistiche

### Cronologia presenze e reti in nazionale
| Cronologia completa delle presenze e delle reti in nazionale ― Angola | Cronologia completa delle presenze e delle reti in nazionale ― Angola | Cronologia completa delle presenze e delle reti in nazionale ― Angola | Cronologia completa delle presenze e delle reti in nazionale ― Angola | Cronologia completa delle presenze e delle reti in nazionale ― Angola | Cronologia completa delle presenze e delle reti in nazionale ― Angola | Cronologia completa delle presenze e delle reti in nazionale ― Angola | Cronologia completa delle presenze e delle reti in nazionale ― Angola |
| Data                                                                  | Città                                                                 | In casa                                                               | Risultato                                                             | Ospiti                                                                | Competizione                                                          | Reti                                                                  | Note                                                                  |
| --------------------------------------------------------------------- | --------------------------------------------------------------------- | --------------------------------------------------------------------- | --------------------------------------------------------------------- | --------------------------------------------------------------------- | --------------------------------------------------------------------- | --------------------------------------------------------------------- | --------------------------------------------------------------------- |
| 9-9-2018                                                              | Talatona                                                              | Angola                                                                | 1 – 0                                                                 | Botswana                                                              | Qual. Coppa d'Africa 2019                                             | -                                                                     | 80’                                                                   |
| 1-9-2021                                                              | Il Cairo                                                              | Egitto                                                                | 1 – 0                                                                 | Angola                                                                | Qual. Mondiali 2022                                                   | -                                                                     |                                                                       |
| 7-9-2021                                                              | Benguela                                                              | Angola                                                                | 0 – 1                                                                 | Libia                                                                 | Qual. Mondiali 2022                                                   | -                                                                     | 45’                                                                   |
| 8-10-2021                                                             | Benguela                                                              | Angola                                                                | 3 – 1                                                                 | Gabon                                                                 | Qual. Mondiali 2022                                                   | -                                                                     |                                                                       |
| 11-10-2021                                                            | Libreville                                                            | Gabon                                                                 | 2 – 0                                                                 | Angola                                                                | Qual. Mondiali 2022                                                   | -                                                                     | 86’                                                                   |
| 12-11-2021                                                            | Benguela                                                              | Angola                                                                | 2 – 2                                                                 | Egitto                                                                | Qual. Mondiali 2022                                                   | -                                                                     | 89’                                                                   |
| 16-11-2021                                                            | Tripoli                                                               | Libia                                                                 | 1 – 1                                                                 | Angola                                                                | Qual. Mondiali 2022                                                   | -                                                                     | 90+2’                                                                 |
| 1-6-2022                                                              | Talatona                                                              | Angola                                                                | 2 – 1                                                                 | Rep. Centrafricana                                                    | Qual. Coppa d'Africa 2023                                             | -                                                                     | 74’                                                                   |
| 5-6-2022                                                              | Antananarivo                                                          | Madagascar                                                            | 1 – 1                                                                 | Angola                                                                | Qual. Coppa d'Africa 2023                                             | -                                                                     | 55’                                                                   |
| 5-7-2022                                                              | Durban                                                                | Angola                                                                | 3 – 1                                                                 | Comore                                                                | Coppa COSAFA 2022 - 1º turno                                          | -                                                                     | 53’ 62’                                                               |
| 7-7-2022                                                              | Durban                                                                | Angola                                                                | 3 – 0                                                                 | Seychelles                                                            | Coppa COSAFA 2022 - 1º turno                                          | -                                                                     | 84’                                                                   |
| 10-7-2022                                                             | Durban                                                                | Botswana                                                              | 1 – 0                                                                 | Angola                                                                | Coppa COSAFA 2022 - 1º turno                                          | -                                                                     | 86’                                                                   |
| 13-10-2023                                                            | Faro                                                                  | Angola                                                                | 1 – 1                                                                 | Mozambico                                                             | Amichevole                                                            | -                                                                     | 59’ 65’                                                               |
| Totale                                                                |                                                                       | Presenze                                                              | 13                                                                    |                                                                       | Reti                                                                  | 0                                                                     |                                                                       |

## Palmarès

### Club

#### Competizioni nazionali
- Girabola: 2

Primeiro de Agosto: 2018, 2018-2019
- Taça de Angola: 1

Primeiro de Agosto: 2018
- Supercoppa d'Angola: 1

Primeiro de Agosto: 2019